# Francesco Palvisino

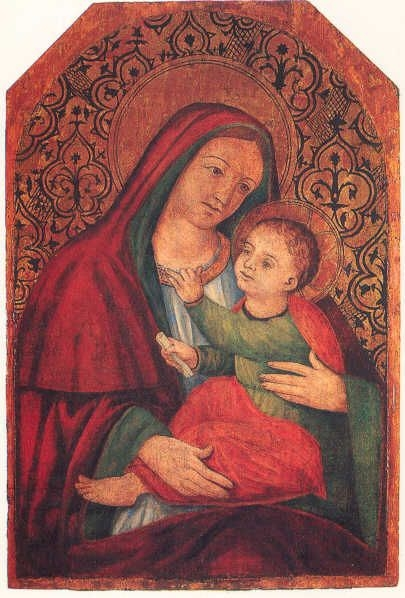
Francesco Palvisino, Madonna di Costantinopoli, Acquaviva delle Fonti

Francesco Palvisino, noto anche come Palvisino da Putignano (Putignano, ... – ...; fl. 1528), è stato un pittore italiano.

## Biografia
Incaricato dai frati della basilica della Vergine Santissima del Carmelo di Mesagne di arricchire con una raffigurazione della Madonna del Carmine la cappella costruita nell'ampliamento del XVI secolo.

## Opere
- Madonna con Bambino, seduta in trono tra sant’Antonio e san Francesco e Padre Eterno nella lunetta, Bisceglie, chiesa di San Luigi;
- Vergine Santissima del Carmelo, Mesagne (Brindisi), basilica santuario della Vergine Santissima del Carmelo.

### Attribuzioni
- Madonna di Costantinopoli, 1540–1560 circa, tempera su tavola, Acquaviva delle Fonti (Bari), concattedrale di Sant'Eustachio Martire.